# 다닐손 코르도바
루이스 다닐손 코르도바 로드리게스(스페인어: Luis Danilson Córdoba Rodríguez, 1986년 9월 6일 ~ )는 콜롬비아의 축구 선수이며 포지션은 미드필더이다. 현재 J리그 디비전 1의 아비스파 후쿠오카에서 활약하고 있다.

## 축구인 경력

### 클럽 경력
인데펜디엔테 메데인의 유스팀을 거쳐 2004년 17세의 나이에 성인 팀에 합류하였다.
2009년 5천만 엔의 이적료로 J리그 디비전 2의 콘사돌레 삿포로로 이적하였다. 2010년 삿포로가 재정 악화로 주축 선수들을 내보내야 하는 상황이 되어 나고야 그램퍼스로 임대 이적하였다. 나고야에서의 첫 시즌인 2010 시즌 초반엔 주전 경쟁에서 밀리는 모습을 보였으나 남아공 월드컵을 기점으로 주전으로 도약하여 나고야의 리그 우승에 기여하였으며, 본인은 시즌 베스트 11에 선정되었다. 시즌 종료 후 나고야와 임대 계약 1년 연장에 합의하였다. 2012년 나고야로 완전 이적하였다.

### 대표팀 경력
2007년 5월 9일 파나마과의 친선 경기에서 콜롬비아 국가대표팀 소속으로 A매치 데뷔전을 치렀다.